# بند شوی
بند شوی (به لاتین: Band-e Shuy) یک منطقهٔ مسکونی در افغانستان است که در ولایت بامیان واقع شده‌است.